# Conseil national géorgien

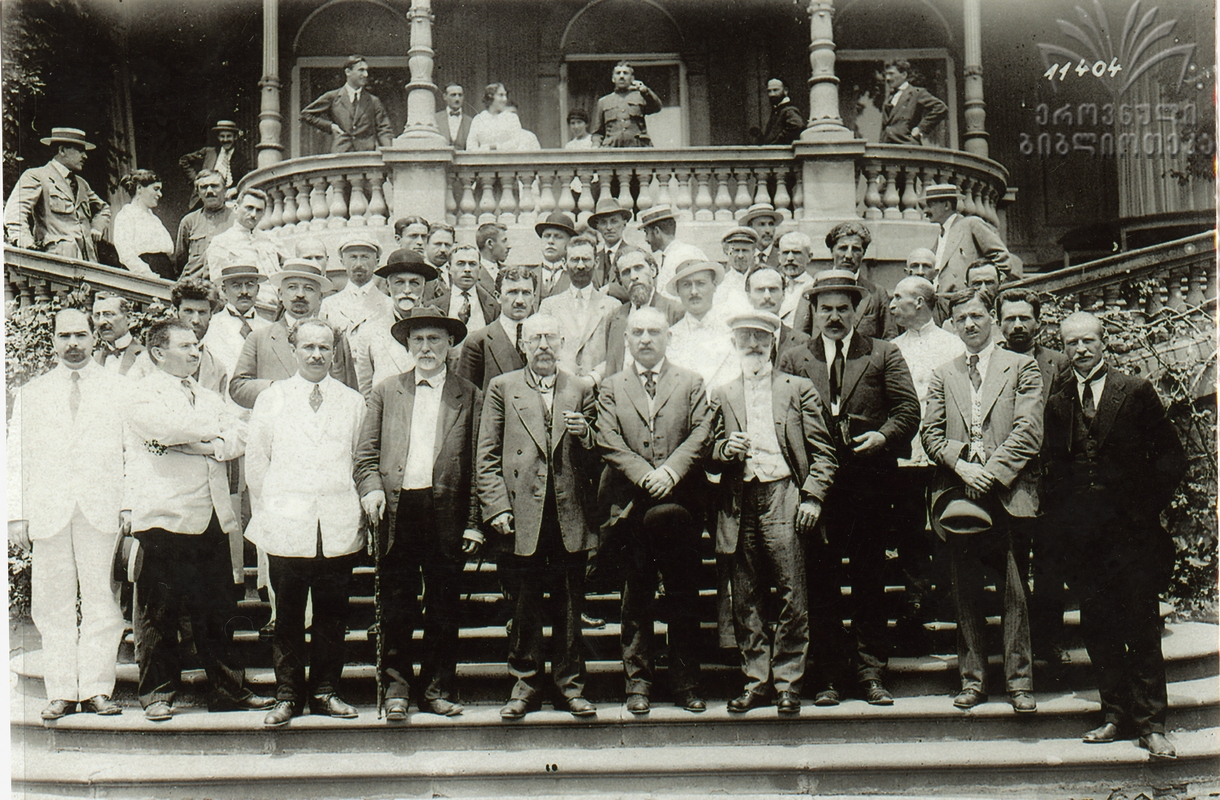
Membres du Conseil national géorgien, à Tiflis, le 26 mai 1918

Le Conseil national géorgien (en géorgien : საქართველოს ეროვნული საბჭოa)  a été le pouvoir instauré le 23 novembre 1917 à Tiflis, après le coup d'état bolchévique de Petrograd.
Il succède au soviet de Tiflis dominé par le parti social-démocrate à majorité menchévique et cohabite à partir du 10 février 1918 avec l’Assemblée parlementaire transcaucasienne composée des députés élus sur les territoires arméniens, azerbaïdjanais et géorgiens (élections constituantes organisées par le Gouvernement provisoire russe et annulées par Lénine le 18 janvier 1918).

## Formation
369 représentants du monde politique( (Parti social-démocrate, Parti social-fédéraliste, Parti national-démocrate), représentants des syndicats, de la noblesses et du clergé, ainsi que de la  société civile géorgienne, se réunissent au Théâtre de Tiflis du 19 novembre au 23 novembre 1917, sous la présidence d’Akaki Tchenkéli, et décident de ne pas suivre la ligne de Petrograd.

## Cohabitation avec l’Assemblée parlementaire transcaucasienne

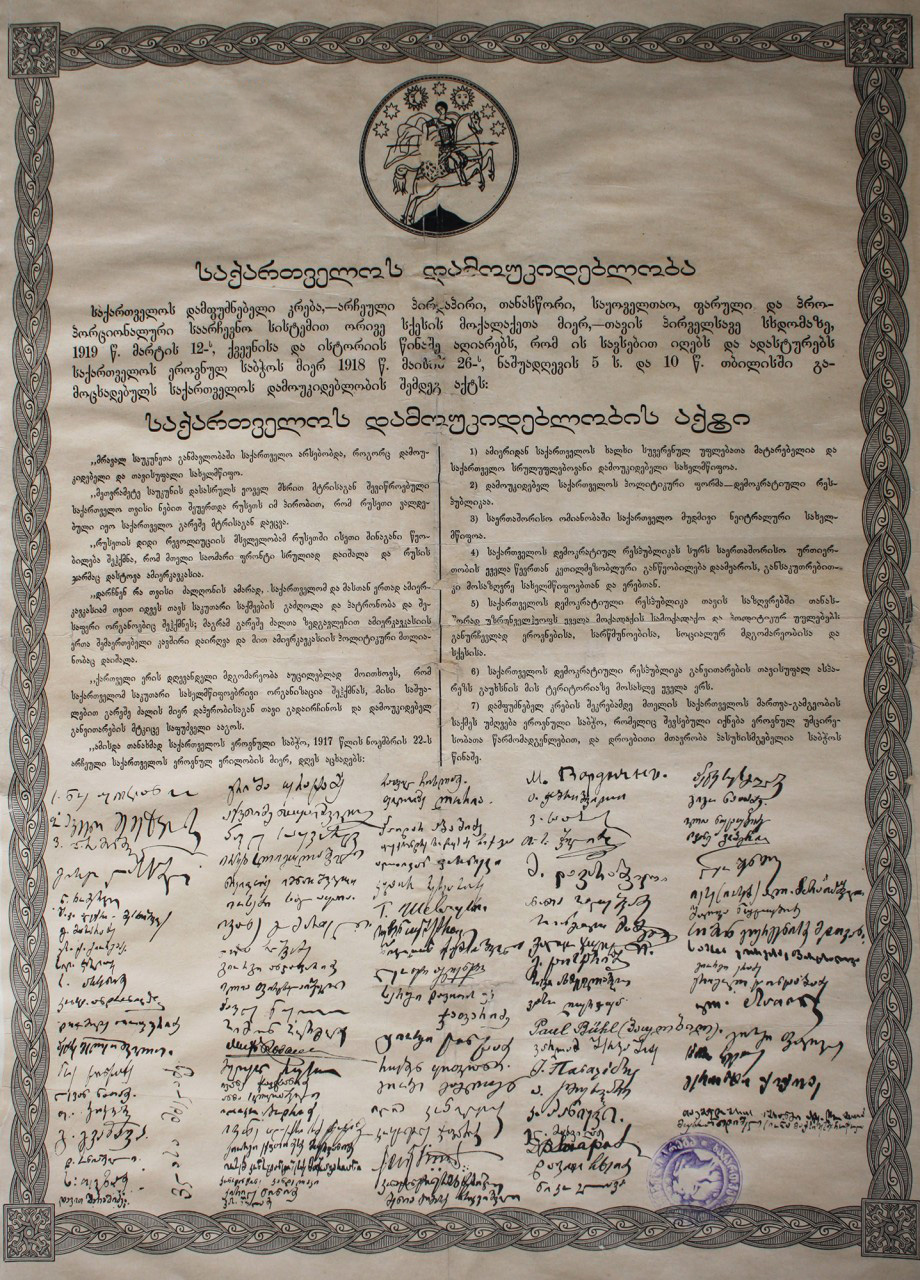
Acte de restauration de l'indépendance signé le 26 mai 1918

Dans un premier temps, à partir du 10 février 1918, les membres du Conseil national géorgien accordent leur confiance à l’Assemblée parlementaire transcaucasienne présidée par Nicolas Tcheidze et dont le comité exécutif est dirigé par Evguéni Guéguétchkori, puis Akaki Tchenkéli.
Devant l’incompatibilité des intérêts nationaux arméniens et azerbaïdjanais, et la difficulté de faire fonctionner une structure fédérative dans ce contexte, le Conseil national géorgien décide de proclamer la restauration de l’indépendance de la Géorgie — perdue en 1801 au profit de l’Empire russe — et l’instauration de la République démocratique de Géorgie : son porte-parole Noé Jordania officialise la démarche le 26 mai 1918, après que l'ensemble des représentants politiques géorgiens ait signé le document

## Organe législatif
Le conseil s’autoproclame assemblée parlementaire provisoire ; Nicolas Tcheidze en prend la présidence le 4 octobre 1918, en attendant une Assemblée constituante géorgienne qui sera élue au suffrage universel le 14 février 1919,.